# Rue du Bouquet-de-Longchamp
La rue du Bouquet-de-Longchamp est une voie du 16e arrondissement de Paris, en France.

## Situation et accès

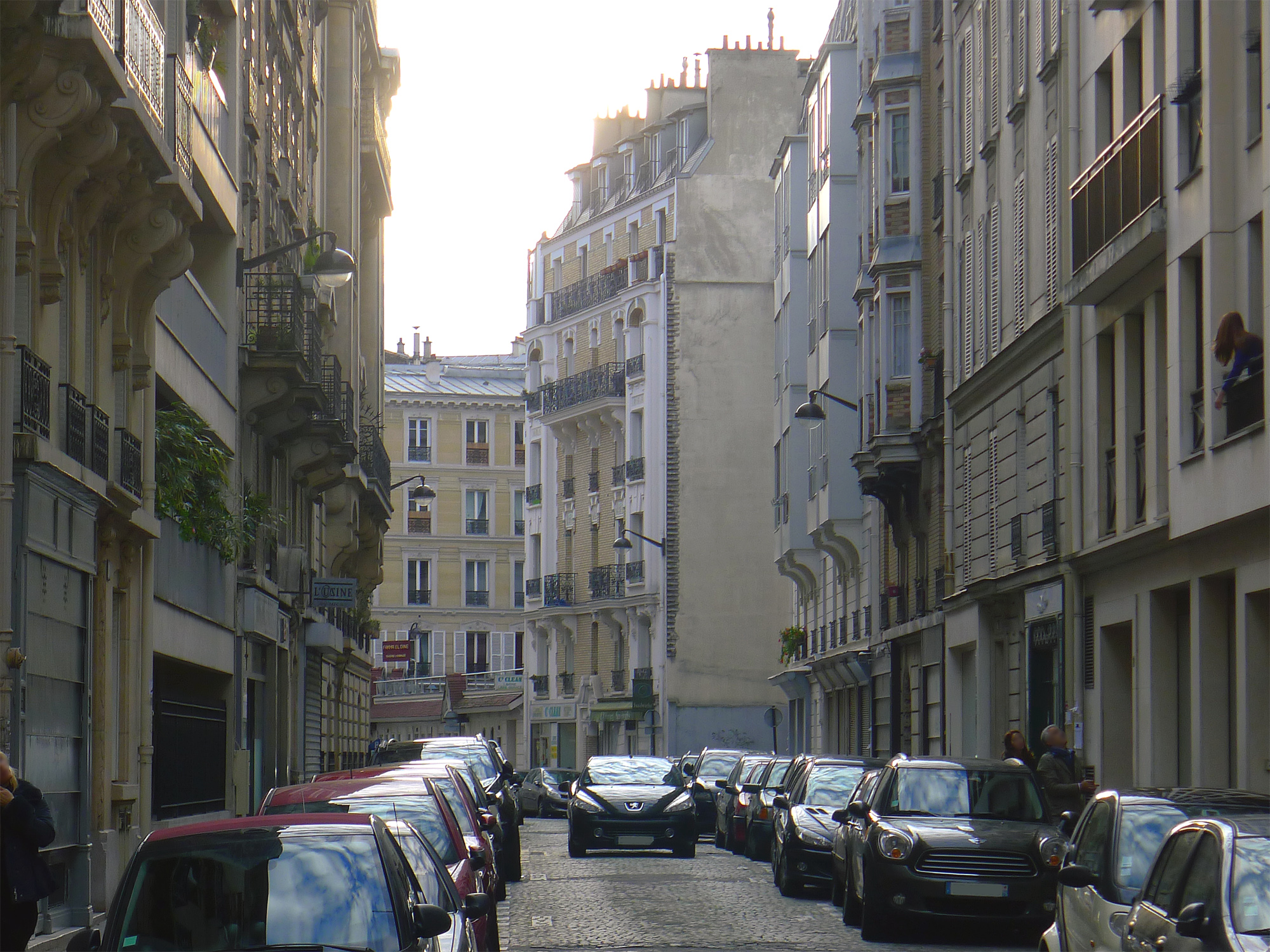
Autre vue de la rue.

La rue du Bouquet-de-Longchamp est une voie publique située dans le 16e arrondissement de Paris. Elle débute au 26, rue de Longchamp et se termine au 25, rue Boissière.

## Origine du nom
Cette voie doit son nom à un ancien bouquet d'arbres dépendant d'un fief, appelé Bouquet des Champs, que possédait l'abbaye royale de Longchamp à Chaillot.

## Historique

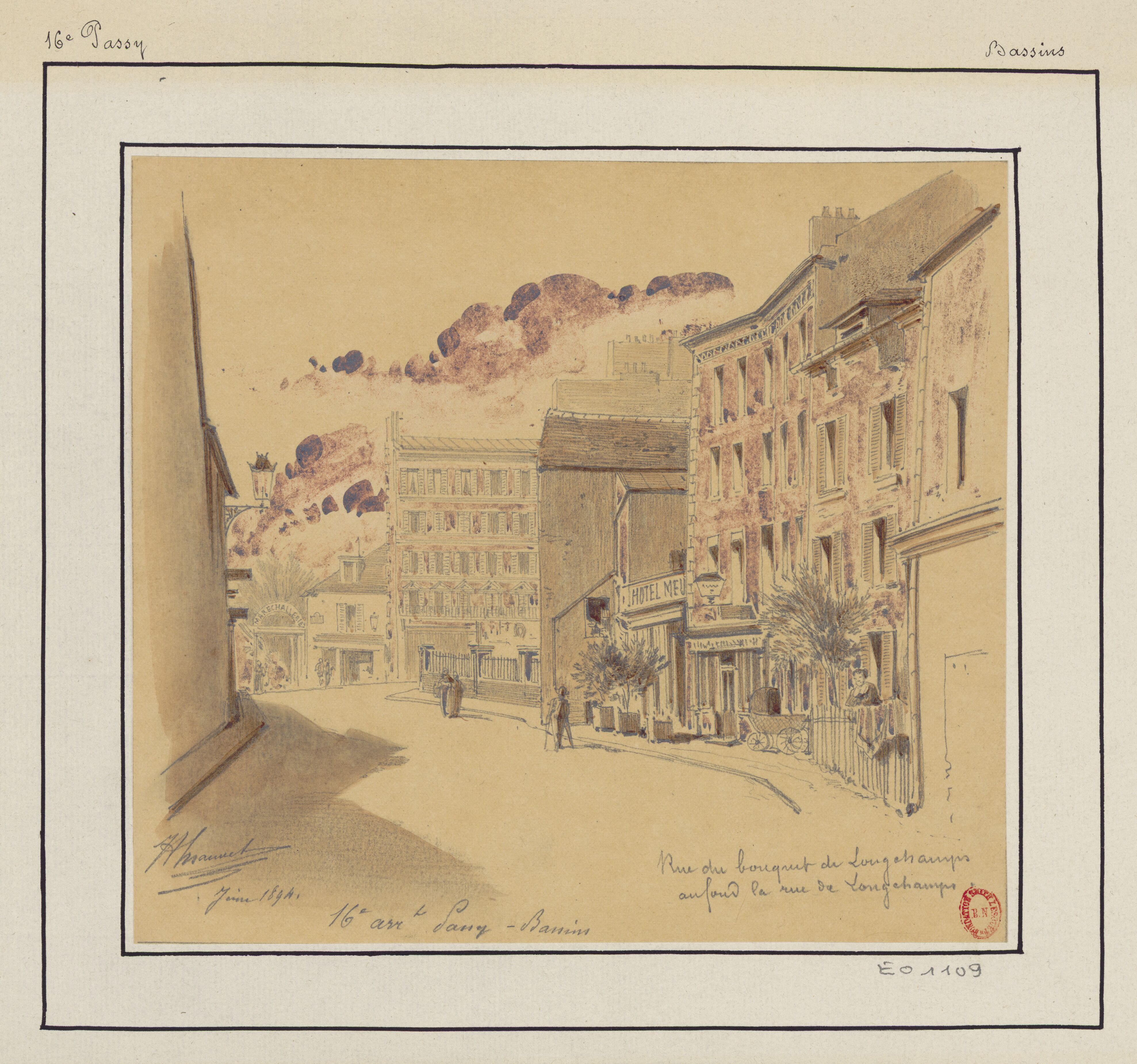
Vue de la rue en 1894 (dessin de Jules-Adolphe Chauvet).

Cette voie est une ruelle de l'ancien village de Chaillot.

## Bâtiments remarquables et lieux de mémoire
- No 4 : poste de police[2].